# From Dusk till Dawn
From Dusk till Dawn (no Brasil, Um Drink no Inferno; em Portugal, Aberto até de Madrugada) é um filme norte-americano de ação e terror de 1996, dirigido por Robert Rodriguez e escrito por Quentin Tarantino. É estrelado por George Clooney, Tarantino, Harvey Keitel e Juliette Lewis. Depois de desfrutar de um modesto sucesso na bilheteria, desde então se tornou um filme cult. O filme foi concebido por Robert Kurtzman que contratou Tarantino para escrever o roteiro de seu primeiro trabalho escrito pago.

## Sinopse
Os irmãos Seth (George Clooney) e Richie Gecko (Quentin Tarantino) estão fugindo do F.B.I. e do Texas. Durante os primeiros minutos do filme, eles realizam um roubo e destroem uma loja de bebidas, matando o funcionário e um policial, que eram duas testemunhas feitas de reféns na loja durante o tiroteio. Eles ainda mantêm um caixa do banco de refém no porta-malas de seu carro, que Richie usava anteriormente para realizar estupros e assassinatos.
A família Fuller - Jacob (Harvey Keitel), o pai e um pastor que está passando por uma crise de fé; seu filho Scott (Ernest Liu) e a filha Kate (Juliette Lewis) - estão em um período de férias no seu RV. Eles param em um motel e são prontamente sequestrados pela dupla, que forçam a família Fuller a contrabandear além da fronteira mexicana. Seth e Jacob fazem uma trégua: se os irmãos podem fazê-lo após a fronteira, Jacob e sua família sairiam da provação ilesos. Eles chegam na "Titty Twister", um clube de strip no meio de uma parte desolada do México, onde os Geckos serão recebidos pelo seu contato Carlos (Cheech Marin) ao amanhecer. Os Geckos exigem que os Fullers tomar uma bebida com eles antes de sair, apesar do óbvio desconforto de Kate.
Logo depois de entrar no clube, o caos se instala, depois que os funcionários e strippers revelarem que são vampiros. A maioria dos clientes são rapidamente mortos, e Richie é mordido pela stripper Satânico Pandemonium (Salma Hayek), e sangra até a morte. Apenas Seth, Jacob, Kate, Scott, um motociclista chamado Sex Machine (Tom Savini) e Frost (Fred Williamson]), um veterano de guerra do Vietnã, sobrevivem ao ataque. Os patronos mortos - incluindo Richie - voltam à vida como vampiros, forçando Seth a matar seu próprio irmão.
Durante esta segunda luta, um dos vampiros morde Sex Machine no braço. Posteriormente, Sex Machine transforma-se em um vampiro e morde Frost e Jacob antes de ser jogado por Frost através da porta, permitindo que um exército de vampiros para entrar como morcegos a partir do exterior. Seth e os Fullers escapam desesperadamente e usam armas para caçar vampiros, incluindo uma estaca improvisada numa furadeira pneumática, uma espingarda e água benta, obrigando Jacob a recuperar sua fé para abençoar. Jacob, sabendo que em breve vai se transformar em um vampiro, pede a Scott e Kate para matá-lo quando se transformar.
Já armados, eles fazem o ataque final contra os mortos-vivos. Sex Machine vira uma criatura semelhante a um rato e ataca Seth, que o mata. Jacob  também transforma-se, mas Scott hesita em matá-lo, permitindo que o pastor o mordesse. Scott joga água benta em Jacob e atira nele, mas é capturado por vários vampiros que começam a devorá-lo. Implorando por morte, o rapaz é baleado por Kate. Apenas Seth e Kate sobrevivem, cercados por vampiros. Assim como eles contemplaram o suicídio, córregos de brilho da luz solar através de novos buracos nas paredes, fazendo com que os vampiros se afastassem. Ao amanhecer, Carlos abre a porta, deixando entrar a luz solar completa e matando todos os vampiros dentro. Carlos admite que nunca tinha entrado no clube, mas que ele tinha pensado que parecia "um lugar divertido".
Kate pergunta a Seth se poderia ir com ele para El Rey, mas ele recusa, dizendo: "Eu posso ser um bastardo, mas eu não sou um filho da p...." Eles seguem caminhos separados depois de Seth dá Kate algum dinheiro. Quando eles saem, a câmera se move para trás para revelar que o "Titty Twister" era na verdade parte superior de um antigo templo asteca parcialmente enterrado, presumivelmente, a casa de vampiros durante séculos, e que centenas de caminhões e motos foram derrubados para o lado do penhasco.

## Elenco
| Ator              | Papel                         |
| ----------------- | ----------------------------- |
| George Clooney    | Seth Gecko                    |
| Harvey Keitel     | Jacob Fuller                  |
| Quentin Tarantino | Richard Gecko                 |
| Juliette Lewis    | Kate Fuller                   |
| Salma Hayek       | Santanico Pandemonium         |
| Cheech Marin      | Guarda, Apresentador e Carlos |
| Ernest Liu        | Scott Fuller                  |
| Danny Trejo       | Razor Charlie                 |
| Tom Savini        | Sex Machine                   |
| Fred Williamson   | Frost                         |
| John Hawkes       | Pete Bottoms                  |
| Michael Parks     | Earl McGraw                   |
| Gregory Nicotero  | Sex Machine's Buddy           |
| Kelly Preston     | Kelly Houge                   |
| John Saxon        | Stanley Chase                 |
| Marc Lawrence     | Dono do motel Old Timer       |
| John Hawkes       | Pete Bottoms                  |

## Prêmios e indicações

### Prêmios
Saturn Awards
- Melhor Filme de Terror: 1996
- Melhor ator: George Clooney - 1996

 MTV Movie Awards
- Melhor ator: George Clooney - 1996

 Festival de Cinema Fantástico de Amsterdam
- Melhor Filme: 1996

### Indicações
Saturn Awards
- Melhor Diretor: Robert Rodriguez - 1996
- Melhor Ator Coadjuvante: Harvey Keitel - 1996
- Melhor Ator Coadjuvante: Quentin Tarantino - 1996
- Melhor Atriz Coadjuvante: Juliette Lewis - 1996
- Melhor roteiro: 1996
- Melhor maquiagem: 1996

 Framboesa de Ouro
- Pior Ator Coadjuvante: Quentin Tarantino - 1997